# Pila voltaica

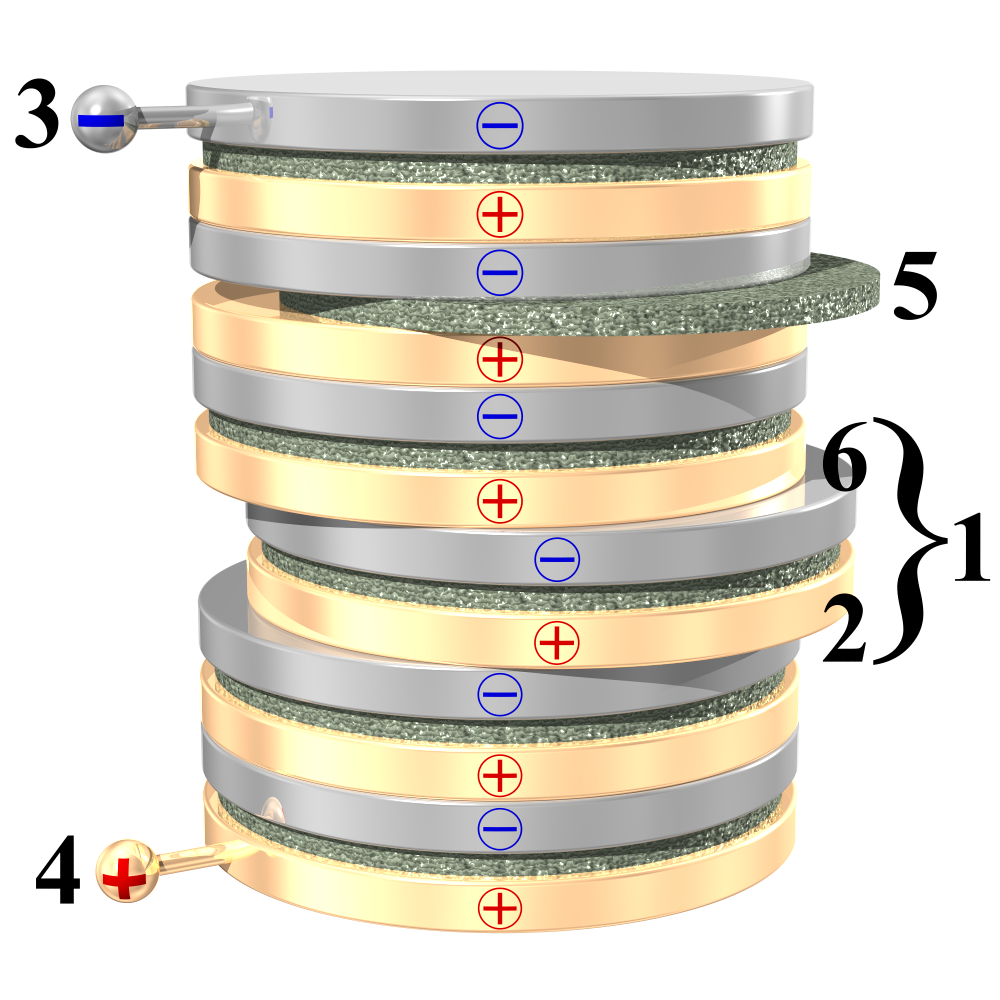
Esquema d'una pila voltaica: Un element (1) format per un disc de coure (2) i un altre de zinc (6) separats per un disc de cartró (5) impregnat d'una solució salina. La diferència de potencial s'estableix entre l'extrem negatiu (3) i el positiu (4).

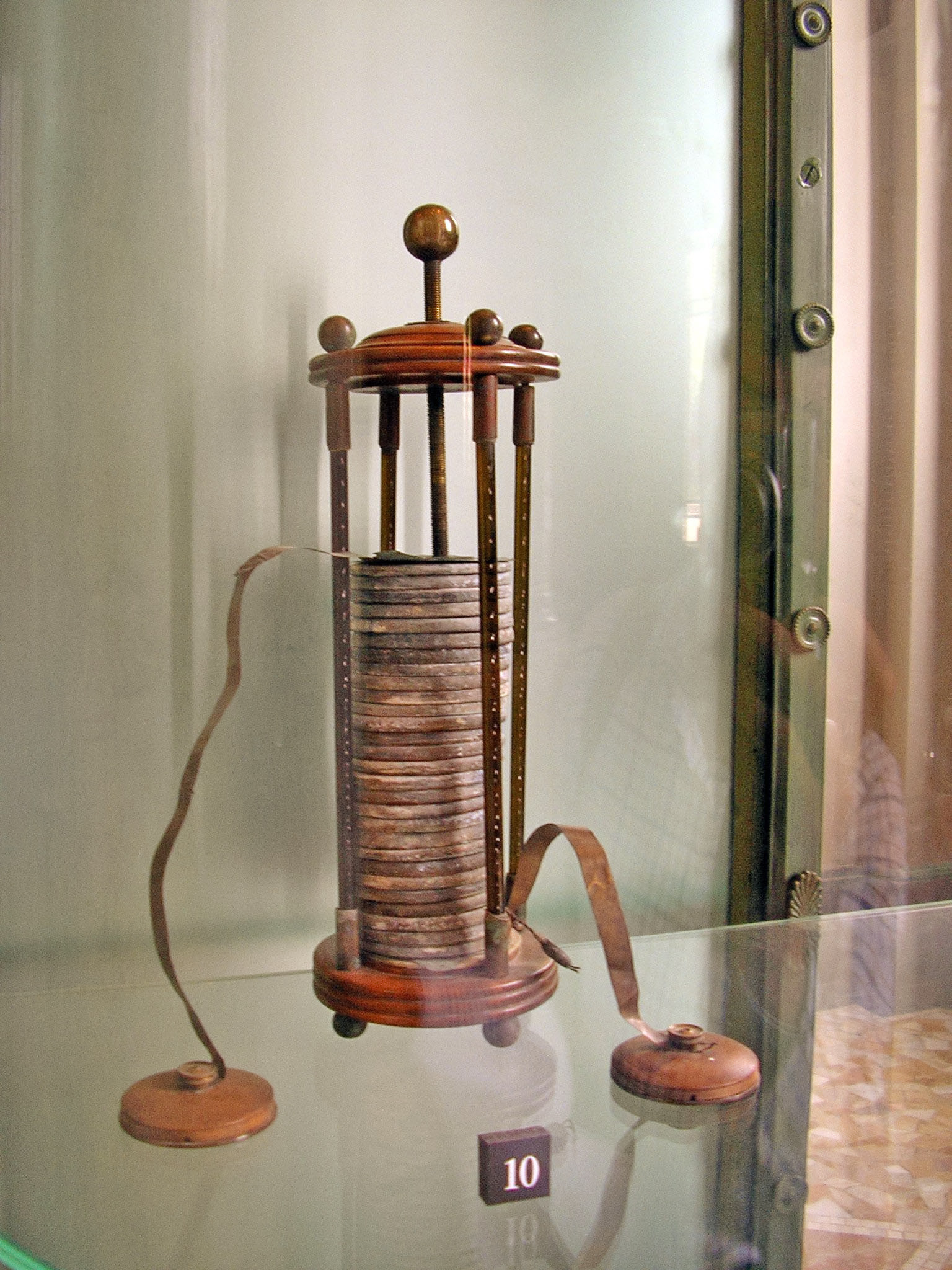
Imatge d'un prototip de pila voltaica

La pila voltaica fou la primera bateria elèctrica moderna, va ser inventada per Alessandro Volta el 1800. Volta va demostrar que quan certs metalls i productes químics es posen en contacte produeixen un corrent elèctric. Durant la seva investigació Volta va posar en contacte diversos parells de discs alterns de coure, argent i zinc separats per roba o cartró impregnats amb salmorra per incrementar la conductivitat, observant que es produïa un corrent elèctric entre els seus extrems. El 20 de març del 1800, Volta va escriure a la London Royal Society descrivint la tècnica per produir corrent elèctric utilitzant la seva pila.
William Nicholson i Anthony Carlisle van descobrir l'electròlisi de l'aigua fent servir una pila voltaica. Humphry Davy va observar que l'electricitat que produïa la pila voltaica era deguda a una reacció química i no a les diferències entre els metalls com hom pensava. William Hyde Wollaston va observar que l'electricitat de la pila voltaica era idèntica a la que es produïa per fricció. A més Davy va utilitzar la pila de Volta per descompondre diversos materials com el potassi i el sodi i va descobrir l'alumini.
L'Efecte Volta o electrificació per contacte fou una de les primeres teories que intentaven explicar l'acció de la pila voltaica, afectada per la degradació per efecte de la polarització; avui dia és una teoria obsoleta que ha estat reemplaçada per les actuals teories de l'electroquímica. Entre els primers anys del segle xix i la dècada de 1830 es van inventar diverses piles seques en un intent d'establir l'origen de l'electricitat de la pila humida de Volta, i en especial per donar suport a la teoria de l'electrificació per contacte. Possiblement, i de manera accidental, fou Volta el primer a experimentar amb disc secs de cartró, però el primer a publicar resultats (tot i que a una publicació molt poc rellevant) fou Johann Wilhelm Ritter el 1802 però durant la dècada següent es va anunciar una vegada i una altra com un nou descobriment.